# Adoração do Menino Jesus (Bramantino)
Adoração do Menino Jesus é uma pintura de Bramantino, datada de c. 1485, localizada na Biblioteca Ambrosiana em Milão. Feita em têmpera e óleo sobre tela, retrata a cena religiosa da adoração ao recém-nascido Jesus Cristo.
Esta obra é reconhecida por sua beleza estética e importância cultural, destacando-se como uma representação significativa do tema religioso na arte sacra do Renascimento italiano.

## Descrição
Produzida para um comissionário desconhecido de Milão, esta pintura mostra o Menino Jesus sendo adorado por figuras ajoelhadas de Bernardino de Siena (reconhecível por seu hábito franciscano cinza), Francisco de Assis (com seus estigmas), Bento de Núrsia (em um hábito beneditino preto) e a Virgem Maria. Atrás deles, há um grupo de músicos angelicais em pé sobre uma base de coluna. À extrema esquerda e direita da pintura, estão o imperador Augusto e uma sibila em poses eretas baseadas na escultura do Pothos. Sua presença, juntamente com a de um arco romano ao fundo, remete a um trecho da Legenda Áurea (1.40), no qual uma sibila profetiza a Augusto que seu Templo da Paz em Roma desmoronaria no dia em que uma virgem desse à luz. Esta rica composição revela não apenas a adoração ao Menino Jesus, mas também elementos simbólicos e referências culturais profundas que enriquecem o significado da obra.

## Análise e Contexto Histórico
A  Adoração do Menino Jesus, de Bramantino, revela-se como uma obra complexa e simbólica, executada quando o artista tinha apenas vinte anos, evidenciando sua habilidade excepcional na criação de composições ricas em significados. Nesta pintura, os personagens são divididos distintamente em dois grupos: um composto por músicos, provavelmente anjos sem asas, e outro formado pelos adoradores, incluindo figuras como Bernardino de Siena, Francisco de Assis, Bento de Núrsia e a Virgem Maria.
Dentro da composição, destaca-se uma figura à esquerda do observador que, diferentemente dos outros adoradores, não direciona seu olhar para o Menino Jesus, mas sim para a mulher à direita, possivelmente uma sibila. Esta figura tem sido objeto de interpretações diversas ao longo do tempo, sendo sugeridas identificações com o imperador Augusto, o poeta Virgílio ou o deus Apollo. No entanto, argumenta-se que se trata, sem dúvida, de Apollo, reconhecível pela coroa de louros e pela tocha, símbolos reproduzidos de acordo com padrões gregos e romanos.
A presença de Apollo na pintura, envelhecido e apoiado em uma tocha apagada, sugere o declínio do paganismo, enquanto seu olhar em direção à mulher à direita, possivelmente uma sibila, que por sua vez olha para o Menino Jesus, parece convidar à consideração da era clássica como preparação para a era de Cristo. Esta interpretação é reforçada pelo cenário de fundo, que apresenta um arco clássico, referenciando a passagem da Legenda Áurea em que uma sibila profetiza a Augusto sobre o nascimento de Jesus.
Além disso, a composição da pintura revela um aspecto mariológico importante, evidenciado pela geometria que inscreve perfeitamente a Virgem Maria e o Menino Jesus em um triângulo isósceles. Este detalhe destaca a concepção teológica da Imaculada Conceição de Maria, apoiada pela presença de São Francisco e São Bernardino, que sustentavam esse aspecto teológico em sua pregação.
A obra, documentada pela primeira vez na Biblioteca Ambrosiana em 1685 com atribuição a Andrea Mantegna, revela-se não apenas como uma obra de beleza estética, mas também como um exemplo magistral de técnica e simbolismo renascentista. As análises realizadas durante o restauro em 2003 destacam a precisão e a perfeição técnica da obra, bem como a influência de Bramante, mestre do Bramantino.
Após o restauro, observou-se uma recuperação significativa da qualidade cromática da obra, destacando-se detalhes minuciosos, como a cidade ao fundo e o templo em destaque, evidenciando a meticulosidade e o cuidado do artista em cada aspecto da composição.

## Técnica e Estilo
Bramantino demonstra sua maestria técnica na "Adoração do Menino Jesus" através de várias técnicas de pintura que contribuem para a riqueza visual da obra.

### Técnica
1. Têmpera e óleo: Bramantino combinou a técnica da têmpera, que era comum na época, com a pintura a óleo, permitindo uma aplicação mais suave das cores e uma maior durabilidade da obra ao longo do tempo[3].
2. Perspectiva e composição: O artista emprega habilmente a perspectiva linear para criar uma sensação de profundidade e espaço tridimensional na cena. A disposição cuidadosa dos elementos, como a posição dos personagens e a arquitetura ao fundo, guia o olhar do espectador pela composição de forma harmoniosa[3].
3. Detalhes delicados: A técnica minuciosa de Bramantino é evidente nos detalhes delicados presentes na obra. Desde as vestes ricamente ornamentadas dos personagens até os objetos e decorações ao redor da cena, cada elemento é representado com precisão e cuidado meticuloso[3].

### Estilo
1. Simbolismo religioso: Como é típico das obras religiosas do Renascimento, a "Adoração do Menino Jesus" incorpora uma rica simbologia religiosa. O tema central da adoração do Menino Jesus e a presença de figuras sagradas como a Virgem Maria e os anjos transmitem uma mensagem espiritual profunda e uma reverência pela divindade[3].
2. Estilização geométrica: Bramantino emprega uma estilização geométrica em sua composição, com linhas nítidas e formas claras que conferem à obra uma qualidade atemporal e uma sensação de ordem e equilíbrio[3].
3. Atmosfera serena: A "Adorazione del Bambino" transmite uma atmosfera serena e contemplativa, com uma paleta de cores suaves e uma iluminação suave que cria uma sensação de calma e tranquilidade. Esta atmosfera convida o espectador a refletir sobre o significado espiritual da cena representada[3].

## Interpretação e Significado da Obra
A Adoração do Menino Jesus é uma obra rica em simbolismo e significado, convidando os espectadores a uma profunda reflexão sobre temas religiosos e humanos.

### Significado Religioso
1. Adoração do Menino Jesus: O tema central da obra é a adoração do Menino Jesus por figuras religiosas como a Virgem Maria e os anjos. Este tema é central para a fé cristã e representa o reconhecimento da divindade de Jesus e sua importância na vida espiritual dos crentes[3].
2. Imaculada Conceição: A presença da Virgem Maria na cena sugere a ideia da Imaculada Conceição, um dogma da fé católica que afirma que Maria foi concebida sem pecado original. Sua pureza e santidade são destacadas na obra, enfatizando sua importância como mãe de Jesus[3].
3. Anjos e Símbolos Celestiais: Os anjos representados na obra simbolizam a presença divina e a proteção celestial. Suas asas e aureolas são símbolos tradicionais da santidade e da proximidade de Deus[3].

### Significado Humanista
1. Humanização de Jesus: A representação do Menino Jesus como um bebê vulnerável e humano transmite uma mensagem de empatia e proximidade com a humanidade. Esta imagem humanizada de Jesus reflete uma abordagem humanista à fé, destacando sua conexão com a experiência humana[3].
2. Maternidade e Afeto: A figura da Virgem Maria, olhando amorosamente para seu filho, evoca sentimentos de maternidade, afeto e proteção. Esta representação ressalta a importância dos laços familiares e do amor incondicional na experiência humana[3].

### Interpretação Histórica e Cultural
1. Contexto Renascentista: A obra reflete os valores e ideais do Renascimento, período em que surgiram novas ideias sobre arte, religião e humanidade. A ênfase na representação realista de figuras humanas e o uso de técnicas inovadoras de pintura são características típicas da arte renascentista[3].
2. Cultura Religiosa Lombarda: A obra também pode ser interpretada dentro do contexto da cultura religiosa lombarda da época. A devoção à Virgem Maria e o culto à maternidade divina eram aspectos importantes da religião e da cultura da época[3].

### Significado Espiritual
- Convite à Devoção e Contemplação: A obra convida os espectadores a uma experiência de devoção e contemplação, convidando-os a refletir sobre a natureza divina de Jesus e a importância da fé em suas vidas[3].
- Expressão de Esperança e Redenção: A representação do Menino Jesus como uma fonte de luz e esperança sugere a ideia de redenção e renovação espiritual. Sua presença na cena traz consigo a promessa de salvação e vida eterna para aqueles que creem[3].

## Recepção e Influência da Obra
A recepção e a influência da obra "Adoração do Menino Jesus" são profundamente entrelaçadas com a riqueza simbólica e histórica presente na pintura. Desde sua criação até os dias atuais, a obra tem despertado o interesse de estudiosos da arte e inspirado outros artistas.
Inicialmente, a obra foi provavelmente encomendada por um cliente específico, provavelmente ligado à ordem dos frades franciscanos, dada a presença de elementos relacionados à devoção franciscana e à representação da lenda de Ottaviano e da sibila Tiburtina. A interpretação da lenda de Ottaviano, combinada com a adoração do menino Jesus, destaca-se como um exemplo notável de como a arte renascentista incorporou elementos clássicos e cristãos.
No entanto, a verdadeira extensão da recepção e influência da obra só pode ser compreendida considerando seu contexto histórico e cultural mais amplo. A obra foi produzida em Milão durante o final do século XV, um período marcado por mudanças significativas na política, na religião e na sociedade. O mecenato artístico floresceu sob o patrocínio da família Sforza, que governava Milão na época, e os artistas eram frequentemente encarregados de criar obras que celebrassem a glória e a piedade de seus patronos.
Além disso, a obra reflete a crescente influência do Humanismo e do Renascimento na arte italiana. Bramantino, como muitos de seus contemporâneos, foi influenciado pelas ideias humanistas que buscavam reviver os ideais da Antiguidade Clássica. A inclusão de elementos clássicos na obra, como a representação do imperador Augusto e da sibila Tiburtina, reflete essa tendência.
Ao longo dos séculos, a obra continuou a ser admirada e estudada por sua composição complexa, rica simbologia e habilidade técnica. Ela inspirou outros artistas e foi referenciada em diversas formas de arte, incluindo pintura, escultura, literatura e música.
A influência da obra pode ser vista em diversas produções artísticas posteriores, tanto na Itália quanto em outros países europeus. Artistas posteriores podem ter sido influenciados pelo estilo de Bramantino, pela composição da obra ou pelos temas que ela aborda, adaptando-os às suas próprias criações.
Em resumo, a recepção e a influência da obra "Adoração do Menino Jesus" são testemunhas de sua importância duradoura na história da arte italiana e europeia. Sua rica combinação de elementos clássicos e cristãos, sua complexidade simbólica e sua habilidade técnica continuam a cativar e inspirar admiradores e estudiosos da arte até os dias atuais.